# 18104 Mahalingam
18104 Mahalingam è un asteroide della fascia principale. Scoperto nel 2000, presenta un'orbita caratterizzata da un semiasse maggiore pari a 2,2858410 UA e da un'eccentricità di 0,1367256, inclinata di 5,36370° rispetto all'eclittica.